# Plocama crocyllis
Plocama crocyllis là một loài thực vật có hoa trong họ Thiến thảo. Loài này được (Sond.) M.Backlund & Thulin mô tả khoa học đầu tiên năm 2007.